# Persoonia oxycoccoides
Persoonia oxycoccoides (лат.) — кустарник, вид рода Персоония (Persoonia) семейства Протейные (Proteaceae), эндемик штата Новый Южный Уэльс в Австралии. Раскидистый или стелющийся куст с гладкой корой, опушёнными молодыми веточками, эллиптическими или яйцевидными листьями и жёлтыми цветками.

## Ботаническое описание
Persoonia oxycoccoides — раскидистый или стелющийся кустарник высотой 90 см с гладкой корой и от редко- до умеренно-опушённых молодых веточек. Листья от эллиптических до яйцевидных, 4-11 мм в длину и 1,5-6 мм в ширину. Цветки расположены группами до тринадцати на цветоносе длиной до 35 мм, который продолжает расти после цветения, каждый цветок на цветоножке 2-5 мм длиной с листом у оснавания. Листочки околоцветника жёлтые, 8-11 мм в длину и гладкие. Цветение происходит с декабря по апрель.

Persoonia oxycoccoides
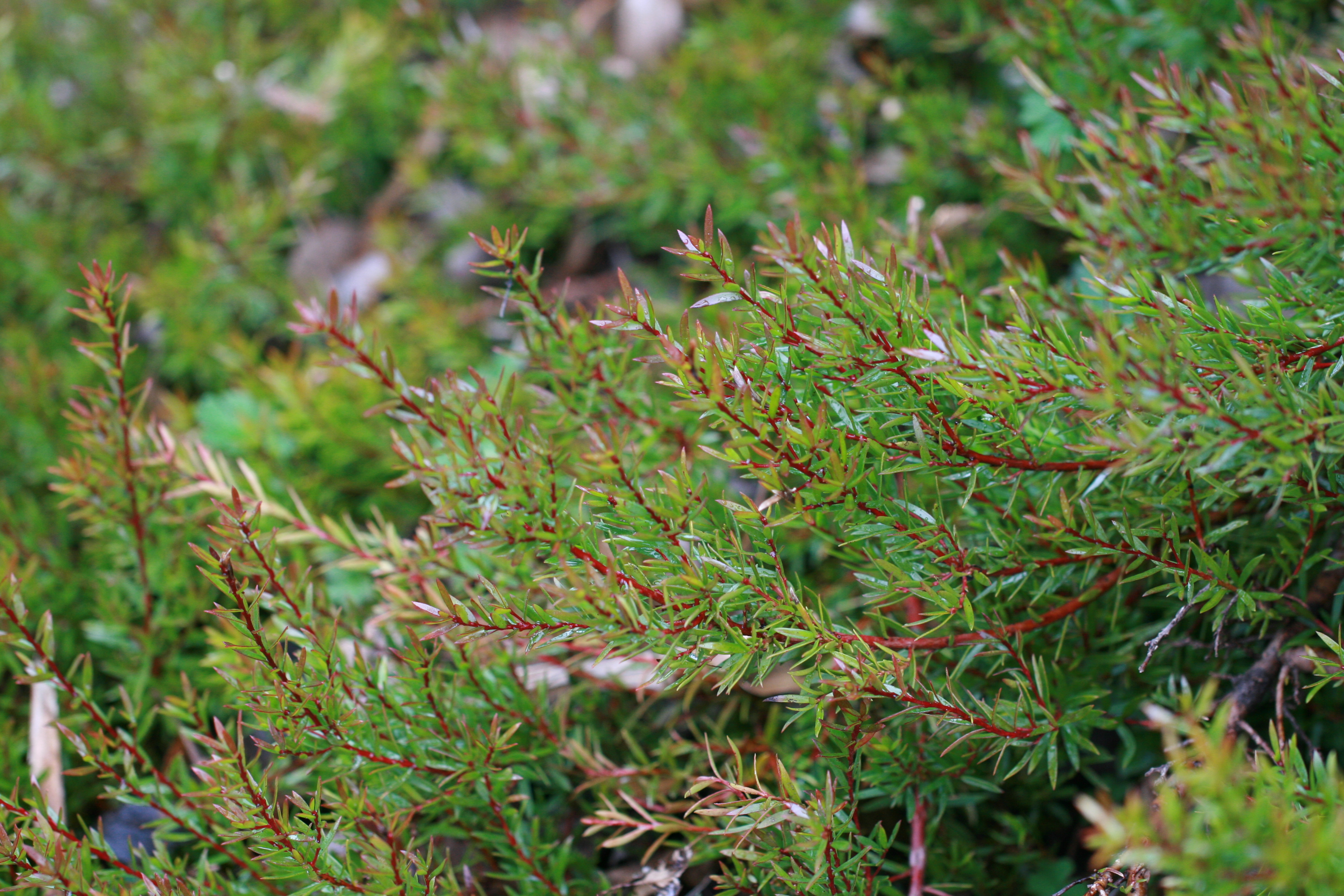
Общий вид
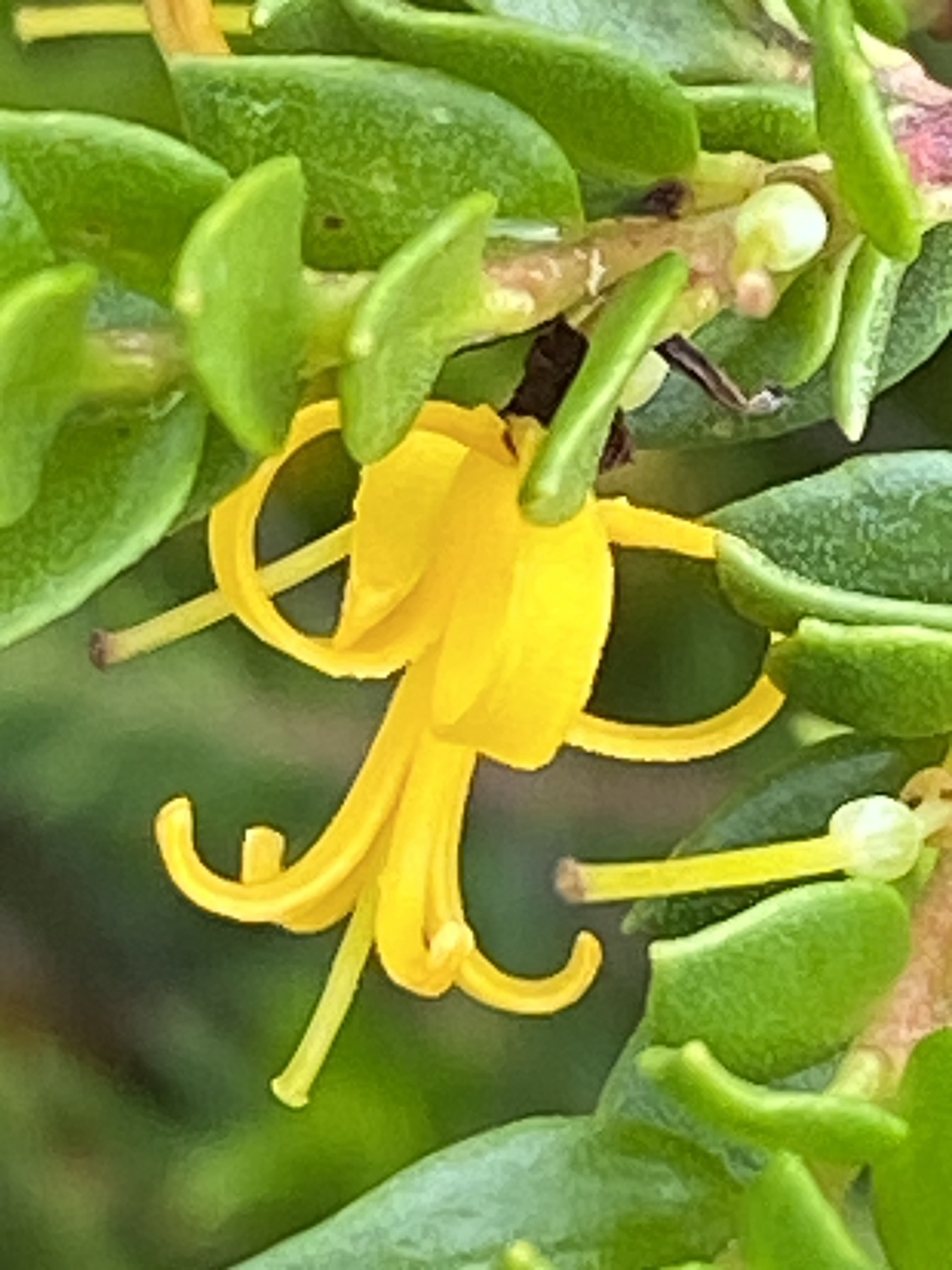
Цветок

## Таксономия
Впервые вид был официально описан в 1827 году Куртом Поликарпом Иоахимом Шпренгелем в 17-м издании Systema Vegetabilium из неопубликованного описания Франца Зибера.

## Распространение
Persoonia oxycoccoides — эндемик австралийского штата Новый Южный Уэльс. Растёт в горном редколесье и в лесах между Миттагонгом, Джамбероо и Таллонгом на юго-востоке Нового Южного Уэльса.